# دوبیتی تک‌مطلعی
دوبیتی تک‌مطلعی یا خُرادی به قالب محدودی از دوبیتی گفته می‌شود که شمار چهارمصرعی آن نباید از بیست دوبیتی زنجیره‌ای کمتر باشد که مصرع اول آن‌ها واحد است و جملگی از قافیه‌ی یکسان برخوردارند، و این از محدودترین قالب‌های شعری درحوزه‌ی ادب فارسی است. نخستین دیوان به این سبک دیوان غمانه نام دارد که توسط شاعر معاصر و بنیان‌گذار این قالب شعری مهرزاد بختیاری منش (سرداراکبری)  در وزن عروضی مفاعیلن مفاعیلن فعولن (هزج مسدس محذوف یا وزن دوبیتی) در چارچوب گویش فهلویات رایج (لهجه‌ی باباطاهر عریان) سروده شده‌است که کهن‌ترین گویش برای سرایش دوبیتی است. دوبیتی تک‌مطلعی پس از بیست «دوبیت» (یا بیشتر)، می‌تواند پاره‌ی نخست مصراع اول را حفظ کند و تا پنجاه دوبیتی زنجیره‌ای و متحدالموضوع، ادامه یابد.

## معنای تک‌مطلعی
مطلع نخستین نیم‌بند هر پاره یا مصراع شعر است. همهٔ انواع شعر یک مطلع را یکبار در گونهٔ خود می‌آورند اما در دوبیتی تک‌مطلعی تا بیست مصرع نخستین متن و سروده یا قافیهٔ آن به عینه تکرار می‌شود. نکته‌ی اصلی این گونه دوبیتی، زنجیره‌ای و دارای وحدت موضوع بودن آن بدون خروج از قالب وزن و قافیهٔ بیت اول و تکیه‌ی اصلی پیوسته بر مصراع معیار است.

## وزن
کلیه‌ی عروض غیر رباعی به ویژه هزج که از تکرار مفاعیلن ایجاد می‌شود وزن دوبیتی تک‌مطلعی می‌تواند باشد. این قالب در مختصات رباعی‌سرایی نیز کاربر دارد.

## ساختار
نظام دوبیتی‌های تک‌مطلعی جدیدترین و محدودترین قالب شعر کلاسیک فارسی است و با نظر به اینکه کوتاه‌ترین ساخت چامه در ادب پارسی دوبیتی (و شکل انحصار وزنی آن: رباعی) است، درقالب تک‌مطلعی با صرف نظر از مصراع اول تنها سه مصراع برای سراینده باقی می‌ماند؛ در حالی که می‌باید تعداد دوبیتی‌ها از بیست عدد کمتر نباشد لاجرم در این قالب سراینده باید از قافیه‌های سه مصراع همهٔ سلسله‌دوبیتی‌ها نیز قطع نظر نماید و آزادی عمل برای او تنها منحصر به یک مصراع است. در عین حال با توجه به تکرار مطلع، سوژهٔ مطرح شده می‌باید به لحاظ موضوعی قابل گسترش باشد و در هر دوبیتی از این زنجیره‌ی بیست‌گانه رویکردی متفاوت و نه متغایر در پردازش به جنبه‌های دامنه‌پذیر مطلع اصلی باشد و در این مجموعه با توجه به عنوان اصلی تعرض غم مبنای محتوای واکنش‌های معنوی حلقه‌های این زنجیرهٔ تک‌مطلعی است.

## دیوان غمنانه
نمونه‌ی مطلوب دوبیتی‌های تک مطلعی یا خُرادی در دیوان غمنامه با تکیه بر زمینه‌ی اصلی موضوع (روی آوردن به دریا) بر مبنای مصراع معیار ز دست غم روم کشتی نشینم تبلور یافته‌است:
ز دست غم روم کشتی نشینم
مگر آن سوی غم جایی ببینم
روم سر بر نهم بر موج توفان
که بر درّد طلسم آهنینم
ز دست غم روم کشتی نشینم
که از هر سو غمی کرده کمینم
دو یار باوفا دارم دو سویم
یسارم ظلمت و حسرت یمینم
ز دست غم روم کشتی نشینم
روم جایی که خویشی را نبینم
که از خیش همه خویشان پسینم
خورد شخم این دلم، صبح تا پسینم
ز دست غم روم کشتی نشینم
نیارد صبر بهره کمترینم
شکیبایی شده از کاسه لبریز
چو دریایی که ژرفایش نبینم